# Elegia (album)
Elegia è il dodicesimo album registrato in studio e con canzoni inedite del cantautore Paolo Conte.

## Il disco
Testi, musiche ed orchestrazioni sono di Paolo Conte.

## Tracce
1. Elegia – 3:40
2. Sandwich man – 3:10
3. La casa cinese – 3:07
4. Frisco – 4:17
5. Chissà – 3:07
6. Molto lontano – 2:39
7. Non ridere – 2:22
8. Il regno del tango – 3:27
9. Bamboolah – 3:25
10. La nostalgia del Mocambo – 3:44
11. Sonno elefante – 3:20
12. India – 3:50
13. La vecchia giacca nuova – 2:37

## Formazione
- Paolo Conte - voce, pianoforte
- Daniele Dall'Omo - chitarra
- Massimo Pitzianti - fisarmonica, pianoforte, clarinetto, sassofono baritono
- Giancarlo Bianchetti - chitarra
- Daniele Di Gregorio - pianoforte, batteria, percussioni
- Jino Touche - contrabbasso
- Tiziano Barbieri - contrabbasso
- Andrea Agostinelli - violoncello
- Aurelio Venanzi - viola
- Luca Marziali - violino
- Federico Micheli - violino
- Sergio Boni - corno francese
- Libero Pellacani - trombone
- Claudio Chiara - contrabbasso, flauto, sax alto, sassofono tenore
- Lucio Caliendo - batteria, oboe
- Stefano Canuti - oboe